# Ісади (Кічменгсько-Городецький район)
Іса́ди (рос. Исады) — присілок у складі Кічменгсько-Городецького району Вологодської області, Росія. Входить до складу Городецького сільського поселення.

## Населення
Населення — 31 особа (2010; 36 у 2002).
Національний склад (станом на 2002 рік):
- росіяни — 97 %